# Киф, Адам
Адам Киф (род. 26 апреля 1984 года) — канадский хоккейный нападающий.

## Карьера

### Игровая карьера
В отличие от старшего брата Шелдона Кифа, который играл в НХЛ за «Тампа-Бэй Лайтнинг»; Адам в течение 11 лет играл только за молодёжные команды и фарм-клубы клубов НХЛ. В 2011 году покинул Северную Америку и уехал в Великобританию, где в течение семи сезонов играл за «Белфаст Джайантс», в котором завершил свою карьеру игрока.

### Тренерская карьера
По окончании игровой карьеры стал главным тренером своего последнего клуба «Белфаст Джайантс»; также он входит в тренерский штаб сборной Великобритании по хоккею.